# Dreieckgenerator
Ein Dreieckgenerator ist eine elektronische Schaltung zum Erzeugen einer Dreieckschwingung. Eine solche Schwingung steigt linear an bis zu einem maximalen Spannungswert und fällt dann linear ab bis zu einem minimalen Spannungswert. Der Dreieckgenerator lässt sich unter die Signalgeneratoren subsumieren.

## Funktionsweise

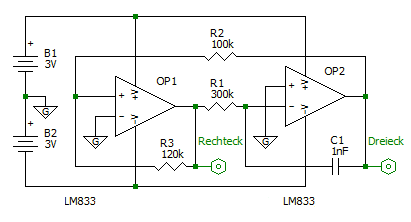
Dreieckgenerator mit Operationsverstärkern

Bei der analogen Schaltungsrealisierung wird der Operationsverstärker OP2 in der Schaltung als Miller-Integrator beschaltet und realisiert den linearen Anstieg und Abfall. Ladewiderstand ist R1, Integrationskondensator ist C1. OP1 ist als nicht-invertierender Schmitt-Trigger beschaltet. R2 und R3 bestimmen die Schaltspannungen. Erreicht die Spannung am Ausgang des Miller-Integrators die obere Schaltspannung des Schmitt-Triggers, wird die Spannung am Ausgang von OP1 von nahezu positiver Versorgungsspannung auf nahezu negative Versorgungsspannung umgeschaltet. Der Miller-Integrator integriert diese Spannungssprünge zu einem Dreieckssignal.
Die Frequenz der Dreieckschwingung wird durch R1 und C1 bestimmt.
Neben der analogen Schaltungstechnik kann ein Dreieckgenerator auch im Rahmen der digitalen Signalverarbeitung mittels der Direct Digital Synthesis (DDS) realisiert werden. Sie hat neben einer besseren Reproduzierbarkeit den Vorteil der leichteren Einstellbarkeit und Veränderbarkeit der Frequenz.

## Anwendungen
Bei analogen Funktionsgeneratoren ist es ein klassisches Verfahren, eine Dreieckschwingung durch nichtlineare Bauteile in eine mehr oder minder gute Annäherung einer Sinusschwingung umzuformen.